# Inondations de juillet 2021 dans le Maharashtra
Les inondations de juillet 2021 dans le Maharashtra affectent cet État indien. Les pluies torrentielles proviennent de la période de la mousson, mais sont extrêmement fortes et provoquent des glissements de terrain.

## Évolution météorologique
Un système dépressionnaire dans le golfe du Bengale a maintenu une circulation de mousson d'ouest depuis de la mer d'Arabie vers la côte du Maharashtra. Ces vents d'ouest ont apporté une quantité anormale d'humidité et donc des pluies abondantes pendant une semaine. À partir du 22 juillet, un bon nombre des districts de l'ouest de l'État ont été affectés et le 23, NDTV a rapporté que le cumul de précipitations était le plus élevé de juillet en 40 ans. Par exemple, un haut responsable du gouvernement à Chiplun, a déclaré à Al Jazeera que la région avait reçu 450 mm de pluie la seule journée du 22 juillet.

## Impact
Les régions les plus touchées sont les districts de Raigad, Ratnagiri, Sindhudurg, Satara, Sangli et Kolhapur. En raison de fortes pluies, plus de 1 020 villages ont été touchés et plus de 375 000 personnes ont été évacuées, dont environ 206 000 du district de Sangli ainsi qu'environ 150 000 du district de Kolhapur. On rapporte la perte de plus de 28 700 volailles et environ 300 autres animaux. Les premières estimations indiquent que plus de 200 000 hectares de cultures ont été endommagés par les inondations. 
Diverses infrastructures ont été impactées et endommagées. Environ 800 ponts ont été submergés, empêchant les communications physiques avec divers villages. L'approvisionnement en eau potable d'environ 700 villages a été affecté et les précipitations ont également endommagé environ 14 700 transformateurs électriques, affectant l'alimentation électrique de près de 950 000 consommateurs. À Chiplun, l'inondation a été aggravée par le barrage de Koyna libérant des millions de litres d'eau.

## Aide
Environ 34 équipes de la National Disaster Response Force (NDRF) ont été déployées pour le sauvetage dans diverses régions. Le 27 juillet, Le gouvernement indien a octroyé une aide financière de 98 millions $US. Les députés provinciaux du parti Bharatiya Janata de l'État ont également annoncé qu'ils donneraient leur salaire d'un mois pour une aide d'urgence.